# Gerwasia clara
Gerwasia clara är en svampart som först beskrevs av H.S. Jacks. & Holw., och fick sitt nu gällande namn av Buriticá 1994. Gerwasia clara ingår i släktet Gerwasia och familjen Phragmidiaceae.   Inga underarter finns listade i Catalogue of Life.